# Alexia (lenguaje)
La alexia es la pérdida parcial o total de la capacidad de leer por una lesión cerebral, cuando ya fue adquirida previamente. Generalmente va acompañada por la pérdida de la destreza en la escritura (agrafía), aunque la persona puede hablar y entender la lengua hablada. Por lo tanto es un defecto adquirido.

## Fisiopatología
Las investigaciones muestran que los niños se recuperan mejor que los adultos tras una lesión cerebral, lo que confirma la hipótesis de que el hemisferio derecho de los niños puede tener capacidades para realizar las funciones del lenguaje cuando el hemisferio izquierdo está dañado, porque en realidad la causa de todas las alteraciones anteriores en la infancia está estrechamente relacionada con disfunciones fisiológicas en el cerebro. La característica más común de todos estos trastornos del lenguaje es una dificultad para secuenciar correctamente letras, sonidos o movimientos. Se recomienda la enseñanza terapéutica que comience por ejercicios sencillos de unión de letras (de una consonante seguida por una vocal) y más tarde, cuando el niño domine este proceso, deberían introducirse ejercicios más amplios y que requieran secuencias auditivo-vocálicas.

## Historia
En 1881, el neurólogo francés Joseph Jules Dejerine describe el caso de un paciente quien, tras sufrir un accidente cerebrovascular, queda sin poder leer ni escribir. Una autopsia posterior revela una lesión en circunvolución angular del hemisferio izquierdo y con trastornos afásicos. Al año, describe otro caso de alexia, esta vez con una lesión en la zona medial e inferior del lóbulo occipital izquierdo que no afectaba la escritura ni mostraba trastornos afásicos.

## Clasificación de las Alexias
| Clasificación Basada Anatómicamente             |
| ----------------------------------------------- |
| Alexia central (Alexia parieto-temporal)        |
| Alexia posterior (Alexia occipital)             |
| Alexia anterior (Alexia frontal)                |
| Alexia espacial (Alexia del hemisferio derecho) |

### Alexia central (Alexia parieto-temporal)
Este trastorno se caracteriza por la presencia simultánea de alexia y agrafia, por lo tanto hay problemas evidentes para la lectura en voz alta y baja, así como incapacidad de reconocer palabras deletreadas en voz alta, lo cual involucra problemas en el conocimiento de los códigos del lenguaje escrito. Aunque el sujeto llegue a escribir algunas letras, no podrá formar palabras. Esta forma de alexia representa un verdadero analfabetismo adquirido. También pueden mostrar dificultades para leer otros sistemas simbólicos, como las notas musicales, y las fórmulas químicas.

### Alexia posterior (Alexia occipital)
Se le ha llamado también alexia sin agrafia, por definición, hay trastornos en la lectura pero se conserva la habilidad para escribir. El paciente con alexia puede escribir, pero no leer lo que escribe. Casi todos los pacientes pueden reconocer algunas palabras comunes, como su propio nombre, el nombre de su país y otros vocablos familiares a ellos. Así mismo, pueden leer todas o la mayoría de las letras del alfabeto; es probable que, al leer las letras que forman una palabra, consigan descifrar toda la palabra, es común que el paciente intente realizar una lectura literal (como mesa → m, e, s, a). El lenguaje del paciente puede ser normal o casi, pero si presenta alexia occipital tiene serias dificultades para denominar colores. 

### Alexia anterior (Alexia frontal)
Este trastorno se caracteriza por que los pacientes pueden leer algunas palabras, pero no leer las letras que componen las palabras (Alexia literal). Esta alexia se acompaña de agrafia, pues las letras son deformes y hay errores en el deletreo. El paciente puede copiar algunas palabras, pero su elaboración es particularmente pobre, e incluso tiende a omitir letras y elementos gramaticales.

### Alexia espacial (Alexia del hemisferio derecho)
La alexia espacial se caracteriza por una incapacidad para fijar la mirada en una mirada o un texto y para desplazarse de una línea a otra, así como negligencia del lado izquierdo del texto. Por lo tanto, la alexia espacial se asocia con agrafia espacial, acalculia espacial, y otros trastornos similares. La negligencia hemiespacial es el primer factor responsable de los problemas de lectura en pacientes con lesiones del hemisferio derecho. En general, se lee en forma correcta el morfema final de la palabra (como "recreación" → "creación"), las palabras tienden a completarse y en consecuencia el paciente confabula con su mitad izquierda (como papel → pincel). Las seudopalabras adquieren un carácter significativo y el paciente confabula con su mitad izquierda (por ejemplo, "tar" → "mar"). Es particularmente difícil interpretar el valor de los espacios entre las letras y las palabras. "La casa con árboles" se puede leer como "laca saco nárboles". Existe además un impedimento para reconocer los signos de puntuación y seguir el ritmo que marcan, de manera que el paciente no se detiene en los puntos, no hace pausas en las comas, ni cambia la prosodia en los signos de interrogación.

#### Ejemplos de algunos errores de alexia espacial
| Errores en la lectura de letras, sílabas y palabras                                                       |
| --- |
| 1) Errores en la lectura de letras (h → n) (n → u) (k → x)                                                |
| 2) Sustituciones literales (fama → cama)                                                                  |
| 3) Sustituciones de sílabas y seudopalabras por palabras (tas → gas)                                      |
| 4) Adiciones de letras (dentro → adentro)                                                                 |
| 5) Omisiones de letras (plazo → lazo)                                                                     |
| 6) Negligencia hemiespacial en la lectura de palabras (soldado → dado)                                    |
| 7) Confabulaciones en palabras (tiene → contiene)                                                         |
| 8) División de palabras (convertir → con vertir)                                                          |
| Errores en la lectura de oraciones y textos                                                               |
| 1) Negligencia hemiespacial en oraciones (El hombre camina por la calle → Camina por la calle)            |
| 2) sustituciones de palabras (Las personas se reúnen en el parque → Las personas se sientan en el parque) |
| 3) Adiciones de palabras (La cantina es de Juan → La cantina es de Don Juan)                              |
| 4) Omisiones de palabras (Las personas se reúnen en el parque → Las personas en el parque)                |
| 5) Confabulación en oraciones (Las personas se reúnen en el parque → Yo estuve en el parque)              |
| 6) Agrupamiento (Con tener → Contener)                                                                    |

### Características principales de las cuatro formas clásicas de alexia
|                                        | Parieto-temporal                | Occipital           | Frontal             | Espacial                   |
| -------------------------------------- | ------------------------------- | ------------------- | ------------------- | -------------------------- |
| Lenguaje Escrito                       |                                 |                     |                     |                            |
| 1) Lectura                             | Alexia total                    | Alexia verbal       | Alexia literal      | Alexia espacial            |
| 2) Escritura                           | Agrafia grave                   | Agrafia mínima      | Agrafia grave       | Agrafia espacial           |
| 3) Copia                               | Deficiente                      | Deficiente          | Pobre, torpe        | Negligencia                |
| 4) Denominación de letras              | Anomia para letras              | Normal              | Pobre               | Conservada                 |
| 5) Comprensión de palabras deletreadas | Deficiente                      | Buena               | Pobre               | Buena                      |
| 6) Deletrear en voz alta               | Deficiente                      | Buena               | Pobre               | Buena                      |
| Hallazgos asociados                    |                                 |                     |                     |                            |
| 1) Lenguaje                            | Fluido                          | Normal              | Afasia              | Normal                     |
| 2) Motor                               | Paresia leve                    | Normal              | Hemiparesia derecha | Hemiparesia izquierda      |
| 3) Sensorial                           | Frecuente pérdida hemisensorial | Nomal               | Algunas veces       | Frecuentemente             |
| 4) Campos visuales                     | Pueden o no existir defectos    | Hemianopsia derecha | Normal              | Frecuentemente hemianopsia |
| 5) Síndrome de Gerstmann               | Frecuente                       | Ausente             | Ausente             | Ausente                    |